# Heilig-Geist-Kirche (Wolterdingen)

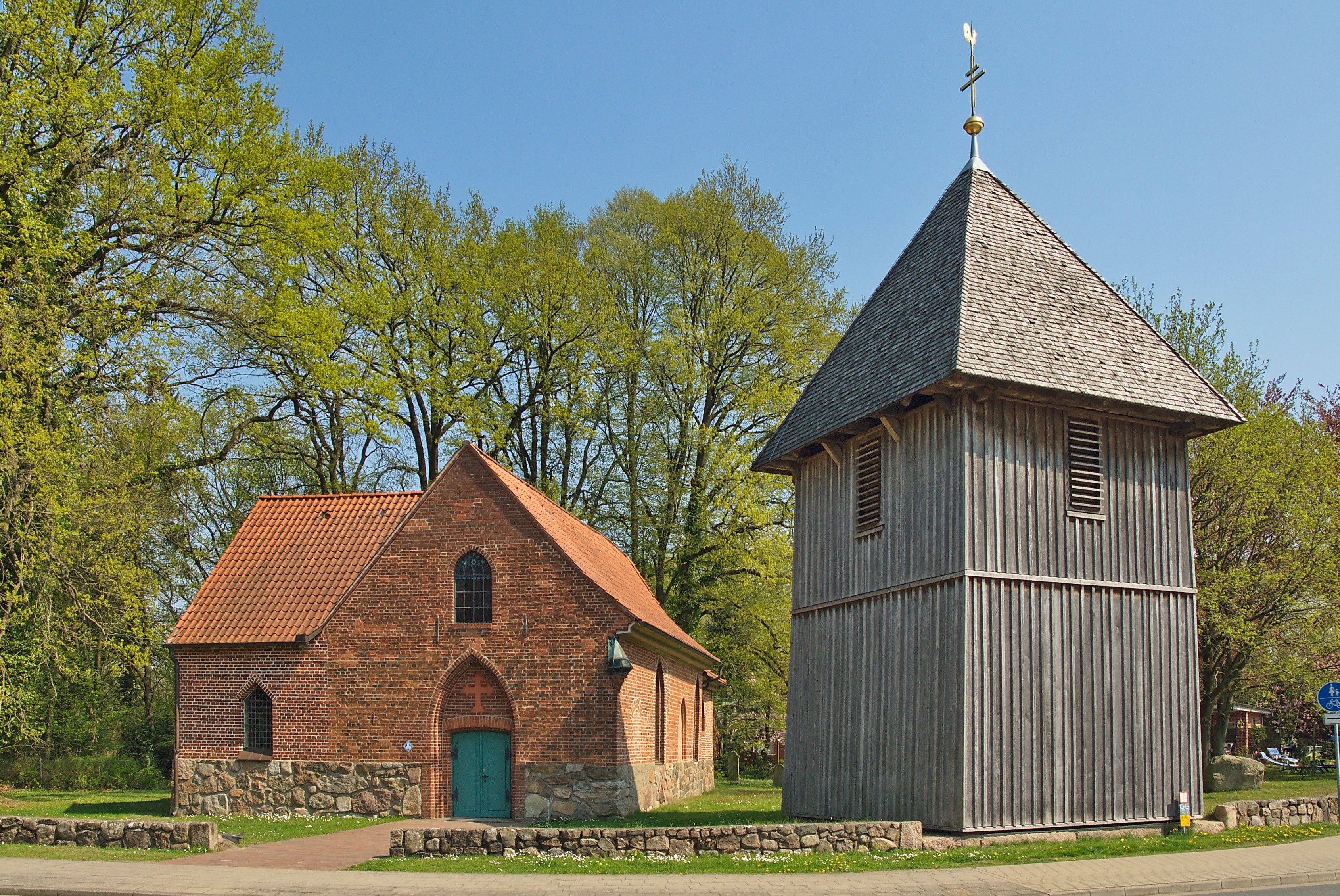
Außenansicht der Heilig-Geist-Kirche

Die Heilig-Geist-Kirche ist eine Kirche in Wolterdingen, einem Ortsteil von Soltau.

## Geschichte
Die Kirche soll, gemäß der Überlieferung des Stader Generalsuperintendenten Johann Hinrich Pratje aus dem Jahr 1774, bereits 1245 von der Familie Lindhorst gestiftet worden sein. Sie ist dem Heiligen Geist gewidmet und war eine selbstständige Patronatskirche. Laut Pastor Asmus, Wolterdinger Pfarrer 1947 bis 1974, ist die Gründung jedoch auf die Adelsfamilie Schlepegrel zurückzuführen. Erstmals urkundlich erwähnt wird der einschiffige gotische Backsteinbau 1396.
Im Jahr 1832 wird die Kirche umgebaut. Zur Finanzierung des Umbaus wurden Kirchenfenster mit Glasmalerei und Inschrift „1306 Wolterdingen“ an den Dom zu Verden für 10 Pistolen Gold und 30 Taler verkauft. 1925 wird die Kirche noch einmal um einen Anbau im späten Jugendstil erweitert, da der Raum für die größer werdende Gemeinde nicht mehr ausreichte. 1998 wurde die Kirche nach den Maßstäben des Denkmalschutzes restauriert und am 27. August 2000 wieder eingeweiht. Bei den Arbeiten wurden Reste gotischer Wandmalerei entdeckt.

## Ausstattung

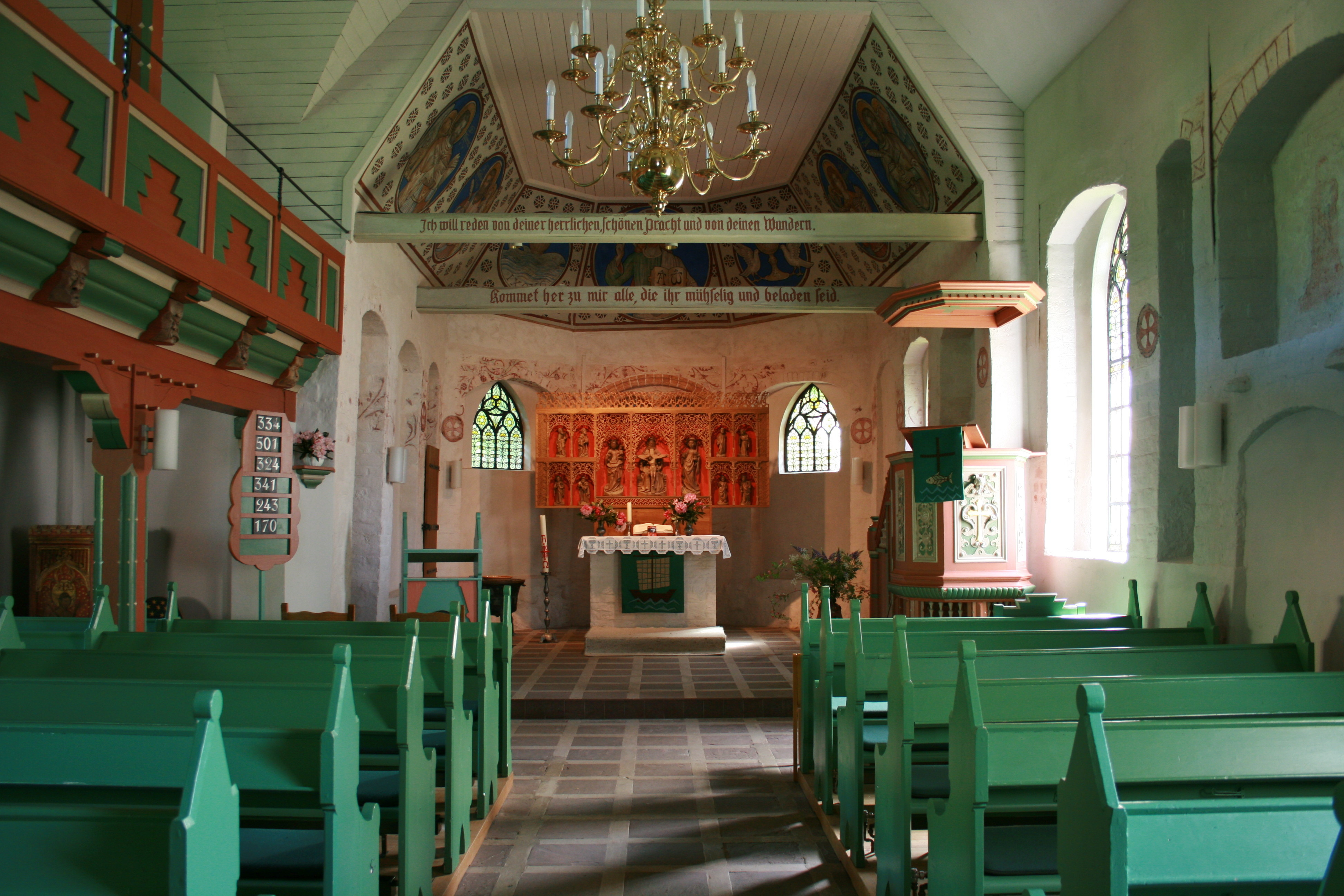
Innenansicht der Kirche

Der Altarschrein und seine geschnitzten Figuren wurden um 1450 erstellt und 1974 umgestaltet. 
Das Taufbecken wurde zwischen 1400 und 1430 in einer unbekannten Bronzegießerei hergestellt. In dieser Zeit wurden die Kinder bei der Taufe noch ganz untergetaucht. Die Außenwand der Erztaufe ist mit zahlreichen Reliefs geschmückt, u. a. einem Symbol des Kölner Doms. Dieses Spiegelzeichen zeigt die Anbetung der Gottesmutter durch die Heiligen Drei Könige. Andere Zeichen mit der Darstellung eines Gnadenstuhls aus Werl und ein Pilgerzeichen aus Thann weisen auf Wallfahrtsorte hin, die seit dem späten 14. Jahrhundert beliebt waren. Weitere Reliefs sind ein Löwenmedaillon, Symbol des Evangelisten Markus, ein geflügelter Stier als Zeichen des Evangelisten Lukas und ein Adler, Symbol des Evangelisten Johannes. Andere Plaketten zeigen den Apostel Paulus mit erhobenem Schwert, die Apostel Petrus und Paulus, die thronende Gottesmutter sowie Rhombus und Rose. Seit der Reformationszeit wird eine Messingschale, die in das Taufbecken eingesetzt wird, für die Taufen benutzt.  In einer Nische im Altarraum befand sich ein Sakramentsschrein aus dem 15. Jahrhundert, heute steht er unter der Nordempore. Das Kruzifix ist aus dem 14. Jahrhundert. Von der Kanzel, die im Jahr 1891 gebaut wurde, ist nur noch der Kanzelkorb erhalten. Malereien an den Wänden stellen Christus als Weltherrscher und an den Seitenwänden vier Evangelisten dar.

## Geläut
Der Glockenturm mit vier Glocken wird nach neuesten dendrochronologischen Untersuchungen auf das Jahr 1417 datiert. Die älteste Glocke wurde bereits 1350 gegossen, die zweitälteste stammt aus dem Jahre 1587 und trägt die Inschrift „Help Got tu Er unde Selicheit“. Die beiden großen Glocken sind 1974 gegossen worden. 2001 wurde der Turm restauriert. 